# Paulo Kassoma
António Paulo Kassoma (ur. 6 czerwca 1951) – angolski polityk, premier Angoli od 30 września 2008 do 5 lutego 2010.

## Życiorys
Paulo Kassoma urodził się w dzielnicy Rangel w Luandzie. Jego rodzice pochodzili z miasta Bailundo w prowincji Huambo. W 1975 ukończył studia inżynieryjne elektromechaniki.
W latach 1975–1976 pracował jako wojskowy instruktor techniczny. Od 1976 do 1978 był dyrektorem Base Central de Reparações. W latach 1978–1979 zajmował stanowisko wiceministra obrony ds. uzbrojenia i technologii. W późniejszym okresie, w latach 1988–1989 był wiceministrem transportu i komunikacji, a następnie ministrem transportu i komunikacji (1989-1990). Od 1991 do 1992 sprawował funkcję ministra administracji terytorialnej.
Paulo Kassoma zajmował następnie stanowisko gubernatora prowincji Humanbo. W grudniu 2003, w czasie kongresu partii, został wybrany w skład Biura Politycznego MPLA.
26 września 2008, po zwycięstwie MPLA w wyborach parlamentarnych we wrześniu 2008, Biuro Polityczne wyznaczyło Kassomę na stanowisko nowego szefa rządu. Zgodnie z decyzją MPLA, prezydent José Eduardo dos Santos mianował Paulo Kassomę nowym szefem rządu 30 września 2008. Kassoma został następnie zaprzysiężony tego samego dnia.
Nowa konstytucja Angoli przyjęta przez parlament 21 stycznia 2010 znosiła stanowisko premiera, stawiając na czele rządu prezydenta i wprowadzając dodatkowo funkcję wiceprezydenta. 3 lutego 2010 prezydent dos Santos mianował nowy rząd, a na stanowisku wiceprezydenta obsadził dotychczasowego przewodniczącego parlamentu, Fernando da Piedade Dias dos Santosa. 5 lutego 2010, w dniu wejścia w życie nowej konstytucji, nowy rząd został zaprzysiężony, a Kassoma opuścił stanowisko premiera. W zamian został mianowany nowym przewodniczącym parlamentu.